# Фор де Франс
Фор де Франс (фр. Fort-de-France) је највећи и главни главни град француског прекоморског региона и департмана Мартиник у карипском архипелагу Мали Антили.
Године 2008. град је имао 89.000 становника. Фор де Франс се налази на западној обали острва, на улазу у велики залив где се у њега улива река Мадам. Град лежи на уском појасу земље између брда и мора. Град је развио око тврђаве Сен Луј која је изграђена 1638. Прво име му је било Фор Роајал (Fort-Royal). Иако је био административни центар острва, био је у сенци старијег града Сен Пјера. Име Фор де Франс добио је у 19. веку. Пре 1918, када је добио на трговачком значају, Фор де Франс је био окружен мочварама и патио је због жуте грознице и недостатка пијаће воде.

## Демографија
| 1962.  | 1968.  | 1975.  | 1982.  | 1990.   | 1999.  | 2006.  | 2011.  |
| ------ | ------ | ------ | ------ | ------- | ------ | ------ | ------ |
| 84.811 | 96.943 | 98.807 | 99.844 | 100.080 | 94.049 | 90.347 | 86.753 |

## Партнерски градови
- Белем